# Zsolt Borkai
Zsolt Borkai (Győr, Hungría, 31 de agosto de 1965) es un gimnasta artístico húngaro, especialista en la prueba de caballo con arcos, con la que ha logrado ser campeón olímpico en 1988.

## Carrera deportiva
En el Mundial celebrado en Róterdam (Países Bajos) en 1987 gana el oro en caballo con arcos —empatado con el soviético Dmitry Bilozerchev— y el bronce en la barra horizontal.
En los JJ. OO. de Seúl 1988 gana el oro en caballo con arcos, quedando situado en el podio empatado con el búlgaro Lubomir Gueraskolv y el soviético Dmitry Bilozerchev.